# Gynandropus elongatus
Gynandropus elongatus är en skalbaggsart som beskrevs av Leconte. Gynandropus elongatus ingår i släktet Gynandropus och familjen jordlöpare. Inga underarter finns listade i Catalogue of Life.